# Scott Moninger
Scott Moninger  (Atlanta, Georgia, 20 oktober 1966) is een Amerikaans voormalig professioneel wielrenner. Hij reed in zijn carrière voor onder andere Navigators Cycling Team, Mercury Cycling Team, Health Net Pro Cycling Team en BMC Racing Team. Hij won onder andere de Herald Sun Tour, de Ronde van de Gila, de Boulder Stage Race en de Ronde van Utah. Daarnaast haalde hij enkele jaren achter elkaar het podium in de Ronde van Beauce.
Moninger heeft ruim 275 wedstrijden op zijn naam staan en is daarmee de Amerikaanse wielrenner met de meeste overwinningen. In november 2002 werd bekendgemaakt dat hij voor een jaar was geschorst vanwege het gebruik van doping. Hij was betrapt op verboden middelen na de Saturn Cycling Classic in augustus dat jaar. Hierbij werden sporen ontdekt van 19-norandrosterone, de voorganger van nandrolon.

## Overwinningen
1989
- Redlands Bicycle Classic
- Ronde van Canada

1991
- 2e etappe Ronde van Nieuw-Zeeland

1992
- West Virginia Classic

1993
- 2e etappe Mazda Tour
- 4e etappe Mazda Tour
- 12e etappe Herald Sun Tour

1994
- Ronde van Toona

1995
- Redlands Bicycle Classic

1996
- Herald Sun Tour

1998
- Bob Cook Memorial
- 11e etappe Herald Sun Tour
- 12e etappe Herald Sun Tour
- Bergklassement Herald Sun Tour

1999
- Eindklassement Cascade Cycling Classic

2000
- Bob Cook Memorial
- Sara Kay Memorial
- 2e etappe Valley of the Sun Stage Race
- 4e etappe, deel A Ronde van Beauce
- Zinger Cycling Challenge
- 1e etappe Cascade Classic
- 5e etappe Cascade Classic
- Eindklassement Cascade Cycling Classic
- 6e etappe Ronde van Toona

2001
- Ronde van Lafayette
- 1e etappe Ronde van Willamette
- 4e etappe Ronde van Willamette
- 1e etappe Ronde van de Gila
- 2e etappe Ronde van Gila
- 5e etappe Ronde van de Gila
- Eindklassement Ronde van de Gila
- 6e etappe, deel A Ronde van Beauce
- 2e etappe Cascade Classic
- 5e etappe Cascade Classic
- Eindklassement Cascade Cycling Classic
- Bob Cook Memorial
- 1e etappe Green Mountain Stagerace
- 3e etappe Green Mountain Stagerace
- Eindklassement Green Mountain Stagerace

2002
- 1e etappe Ronde van Bisbee
- 3e etappe Ronde van Bisbee
- 4e etappe Ronde van Bisbee
- Eindklassement Ronde van Bisbee
- Bob Cook Memorial

2003
- 11e etappe Herald Sun Tour

2004
- Iron Horse Classic
- 2e etappe Ronde van de Gila
- 3e etappe Ronde van de Gila
- 5e etappe Ronde van de Gila
- Eindklassement Ronde van de Gila
- 1e etappe Boulder Stage Race
- Eindklassement Boulder Stage Race
- 6e etappe Ronde van Toona
- Eindklassement Ronde van Kansas City
- 4e etappe Colorado Cyclist Classic
- 2e etappe Mercy Celebrity Classic
- Eindklassement Mercy Celebrity Classic

2005
- 1e etappe San Dimas Stage Race
- Eindklassement San Dimas Stage Race
- Joe Martin Stage Race
- 3e etappe Tri-Peaks Challenge Arkansas
- 2e etappe Ronde van Nez
- 3e etappe Ronde van Nez
- Eindklassement Ronde van Nez
- 2e etappe Cascade Classic
- Eindklassement Cascade Cycling Classic
- Bob Cook Memorial
- 6e etappe Ronde van Toona
- Eindklassement Ronde van Toona
- 2e etappe Celebrity Classic Criterium

2006
- Koppenberg USA
- 2e etappe Ronde van de Gila
- 3e etappe Joe Martin Stage Race
- 6e etappe Mount Hood Classic
- Bob Cook Memorial
- 4e etappe Ronde van Utah
- Eindklassement Ronde van Utah

2007
- 1e etappe San Dimas Stage Race
- Eindklassement San Dimas Stage Race
- 1e etappe Redlands Bicycle Classic
- 5e etappe Ronde van de Gila

## Grote rondes
Geen